# Vehkasalo (ö i Sysmä, Päijänne)
Vehkasalo är en ganska stor ö i Päijännesjön i Finland. Den ligger i sjön Päijänne och i kommunen Sysmä i den ekonomiska regionen  Lahtis ekonomiska region  och landskapet Päijänne-Tavastland, i den södra delen av landet, 170 km norr om huvudstaden Helsingfors. Öns största längd är 7,6 kilometer i sydöst-nordvästlig riktning.